# Zosis geniculata fusca
Zosis geniculata là một loài spinnenondersoort in de taxonomische indeling van de Uloboridae.
Loài này thuộc chi Zosis. Zosis geniculata fusca được Lodovico di Caporiacco miêu tả năm 1948.